# Här för mig själv
Här för mig själv är ett musikalbum av Maja Gullstrand släppt den 11 mars 2009 på bolaget WMS.

## Låtlista
1. "Här för mig själv" (text & musik: Thomas G:son och Marcos Ubeda)
2. "Hemligheter" (text & musik: Maja Gullstrand)
3. "En platta jazz" (text & musik: Maja Gullstrand och Marcos Ubeda)
4. "Cirkus" (text & musik: Maja Gullstrand och Marcos Ubeda)
5. "La la la love" (text & musik: Maja Gullstrand och Marcos Ubeda)
6. "Alla dessa ord" (text & musik: Lina Eriksson och Mårten Eriksson)
7. "Lika vacker som farlig" (text & musik: Maja Gullstrand)
8. "Klädd i mig" (text & musik: Maja Gullstrand och Henrik Espelund)
9. "Han kallar sig Jack" (text & musik: Maja Gullstrand, Calle Kindbom och Mats Tärnfors
10. "Stanna kvar" (text & musik: Maja Gullstrand och Marcos Ubeda)
11. "Skam" (text & musik: Maja Gullstrand och Marcos Ubeda)
12. "Skyddsängeln" (text & musik: Maja Gullstrand)